# Lissotriton kosswigi
Espèce
Synonymes
- Triturus vulgaris kosswigi Freytag, 1955

Lissotriton kosswigi est une espèce d'urodèles de la famille des Salamandridae. 

## Répartition
Cette espèce est endémique de Turquie. Elle se rencontre le long de la mer Noire.

## Publication originale
- Freytag, 1955 : Ein neuer Teichmolch aus der Türkei. Zoologischer Anzeiger, vol. 154, p. 195-200.